# 卢多维科·卡拉奇
卢多维科·卡拉奇（義大利語：Ludovico Carracci，發音：[ludoˈviːko karˈrattʃi]；1555年4月21日—1619年11月13日），巴洛克时期意大利画家、蚀刻家和版画家。他与堂弟安尼巴莱·卡拉奇和阿戈斯蒂诺·卡拉奇合称为卡拉奇三兄弟。

## 画作

卢多维科·卡拉奇画作
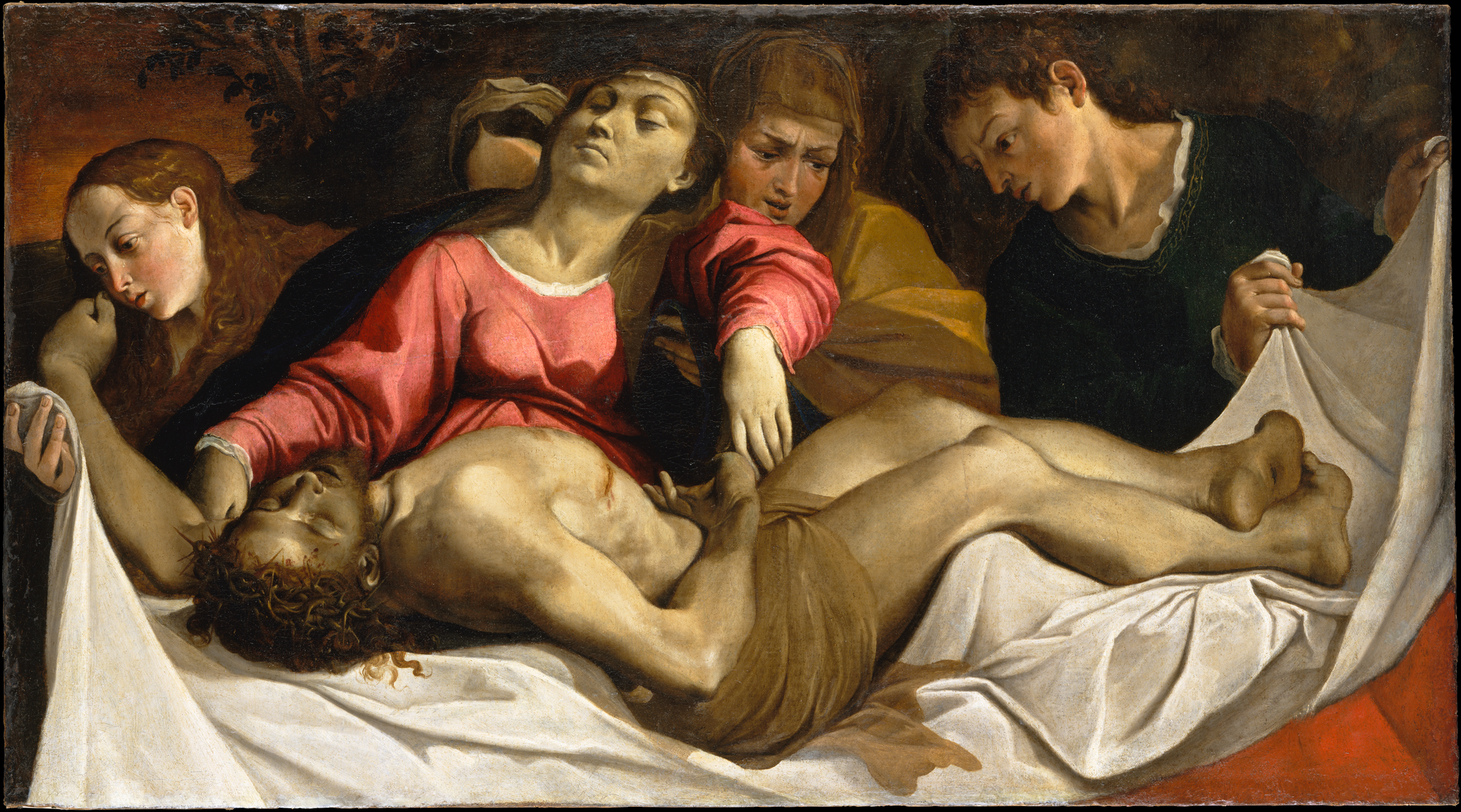
《哀悼基督（英语：Lamentation of Christ）》（约1582年）
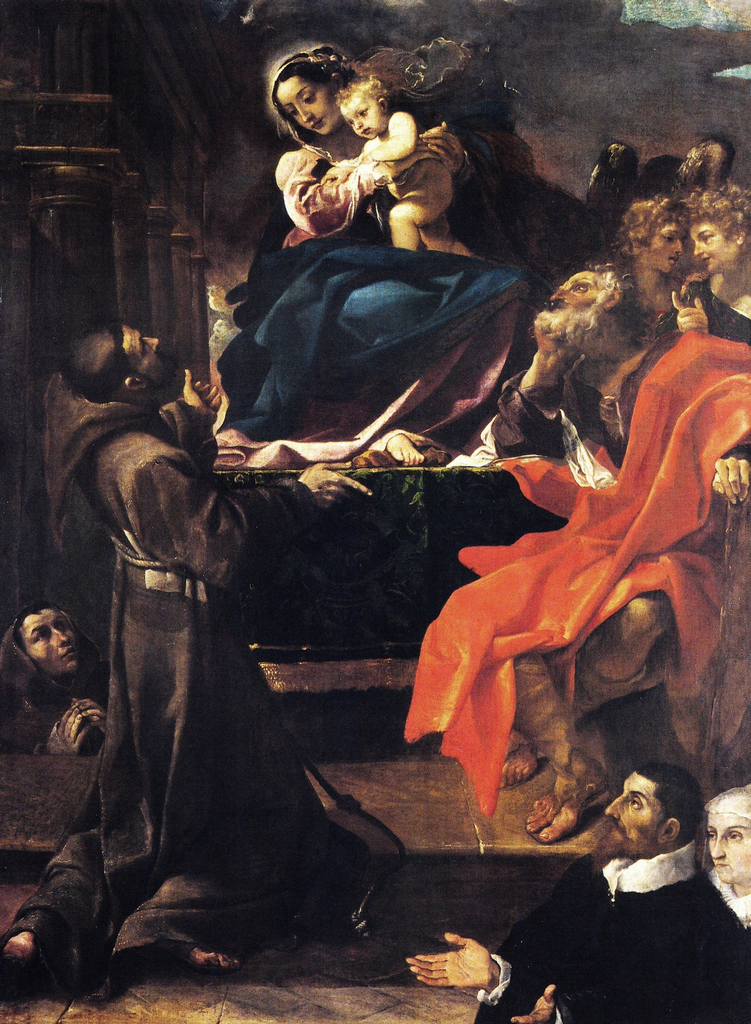
《圣母和圣婴与亚西西的圣方济各》（1591年）
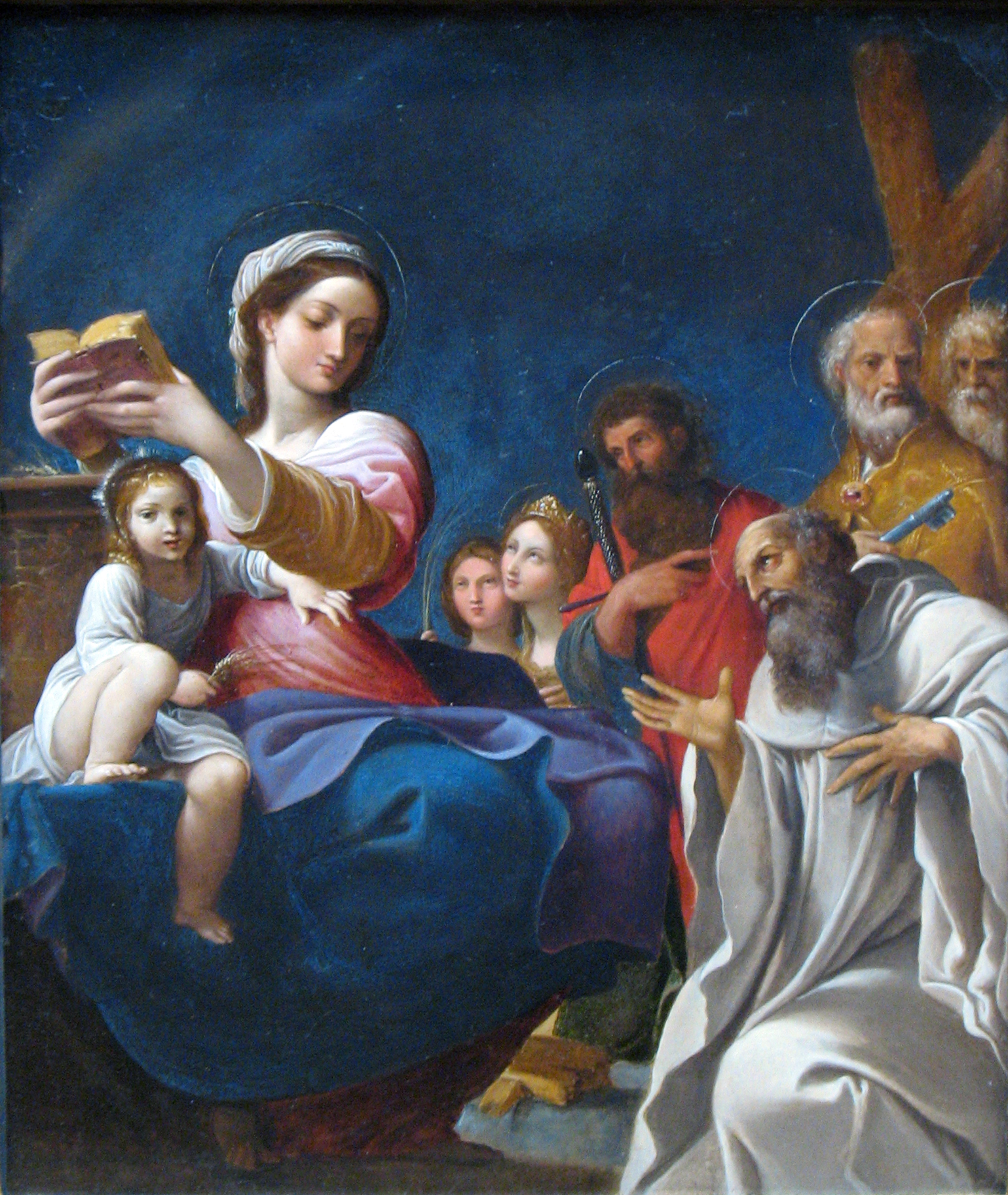
《圣母和圣婴与圣徒》
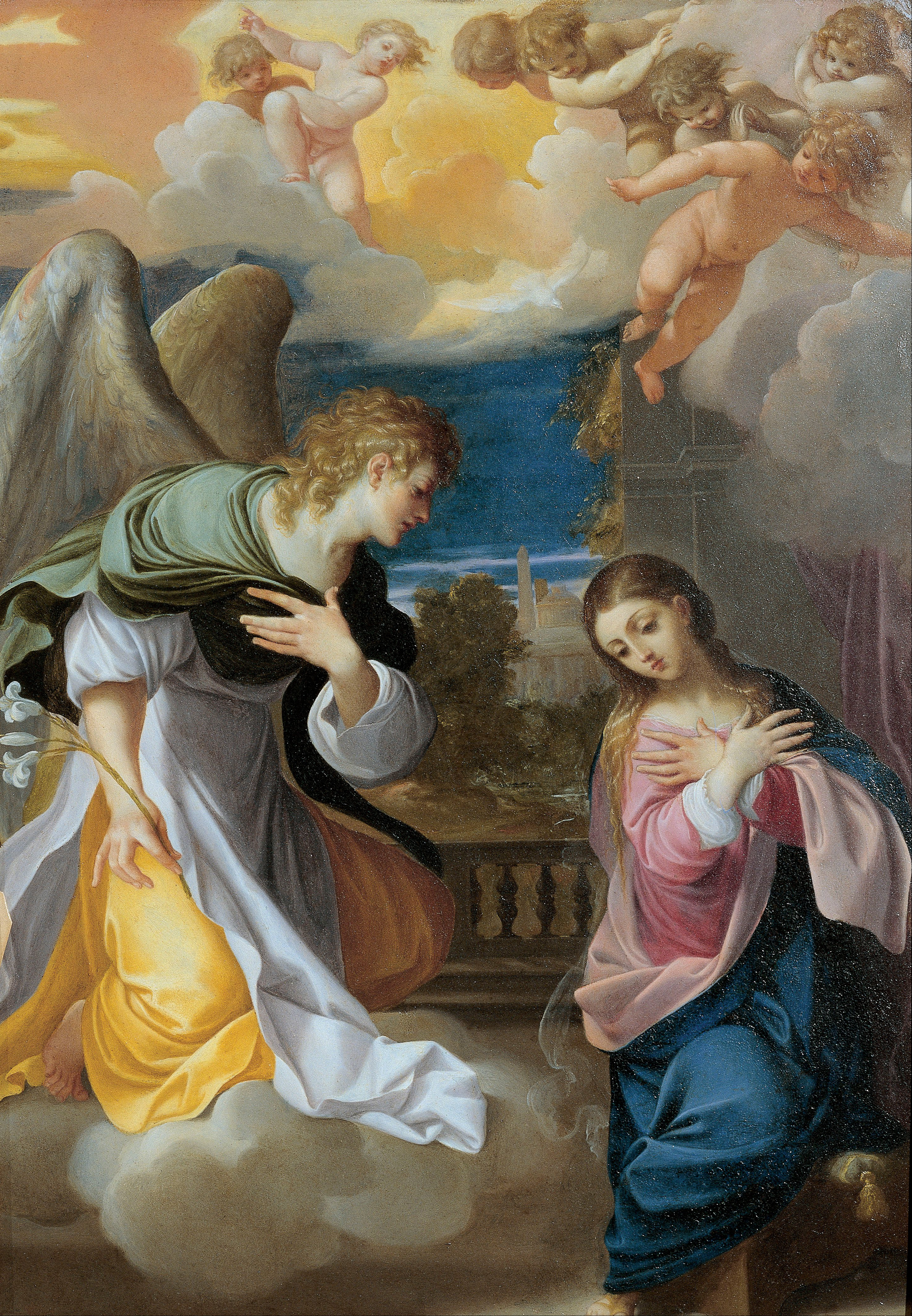
《天使报喜》
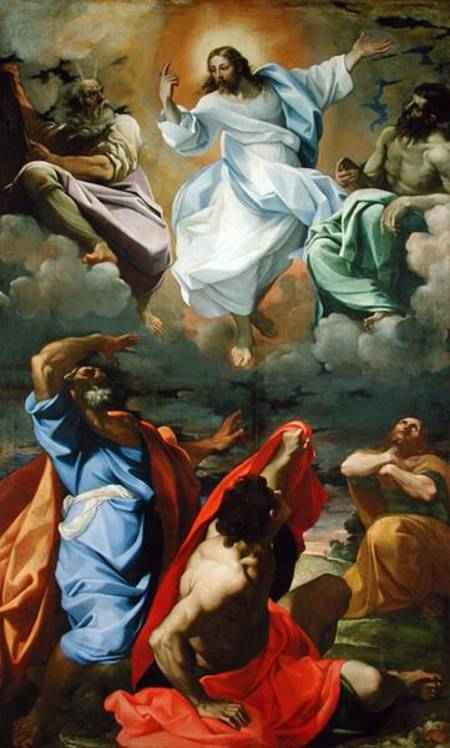
《耶稣显圣容》
《亚伯拉罕与三天使》
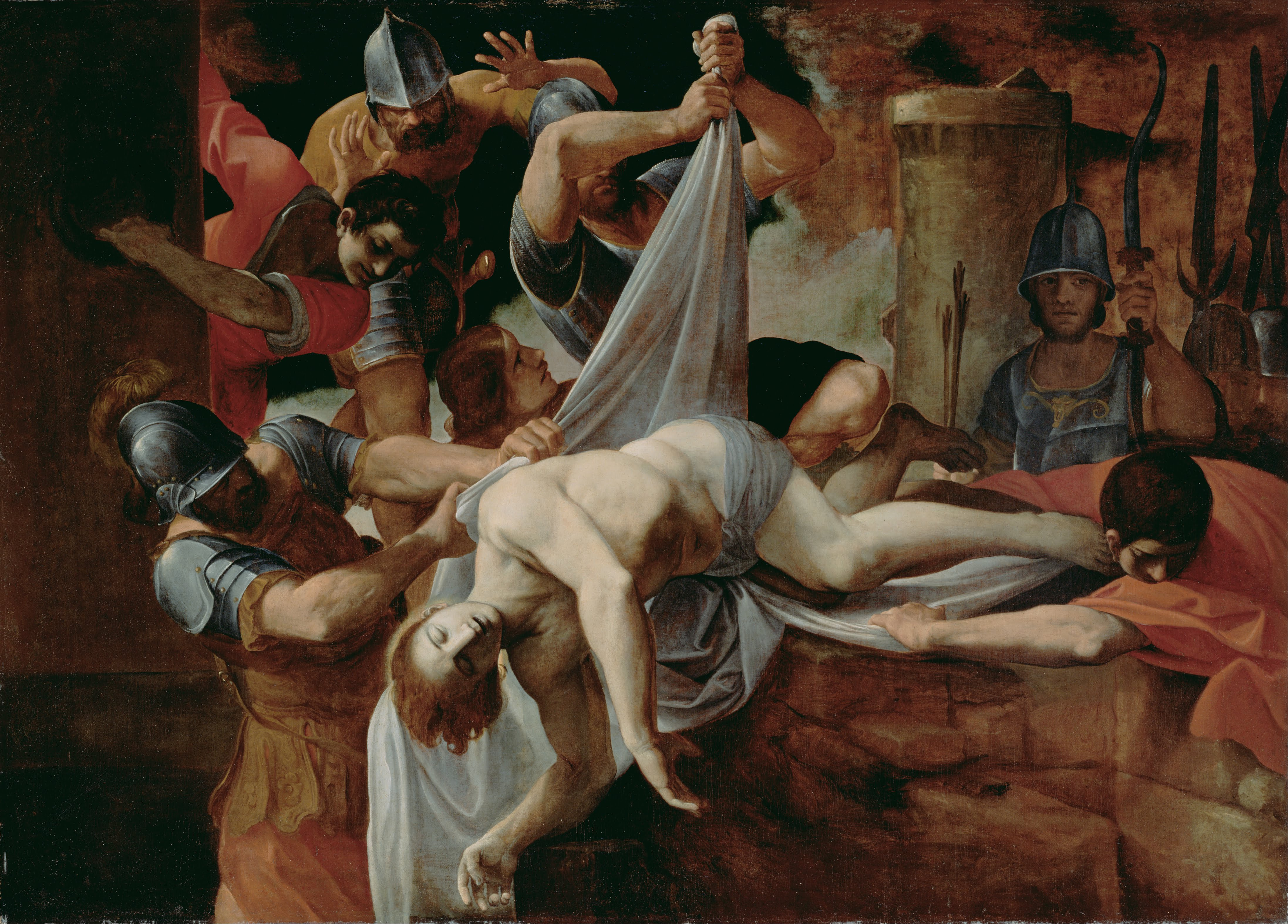
《圣巴斯弟盎被扔进马克西马下水道（英语：Saint Sebastian Thrown into the Cloaca Maxima）》
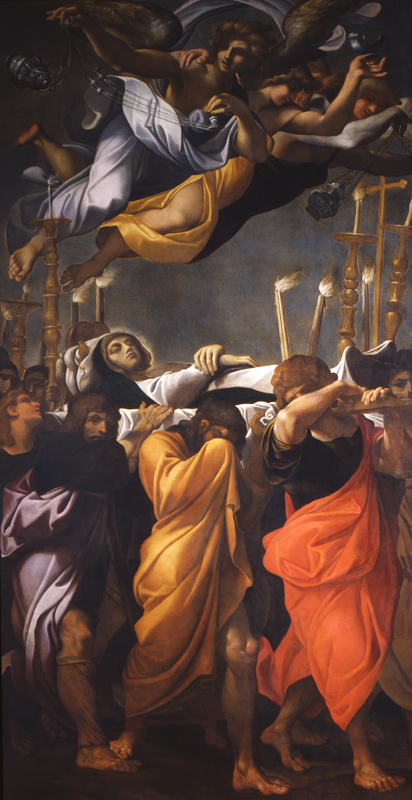
《圣母玛利亚的葬礼（英语：The Funeral of the Virgin Mary）》

2009年，卢多维科·卡拉奇的画作《圣哲罗姆》（约1595年）被归还给了马克斯·施特恩的继承人，施特恩是一位遭到纳粹迫害和掠夺的德国犹太艺术品商人。